# Cristian Poglajen
Cristian Poglajen (Rafael Castillo, 14 de julho de 1989) é um voleibolista profissional argentino. Atua na posição de ponteiro.

## Carreira
Cristian Poglajen é membro da seleção argentina de voleibol masculino. Em 2016, representou seu país nos Jogos Olímpicos de Verão no Rio de Janeiro, que ficou em quinto lugar. Em 2021, nos Jogos Olímpicos de Tóquio conquistou a medalha de bronze ao derrotar a seleção brasileira por 3-2 sets.